# Nissim Ezekiel

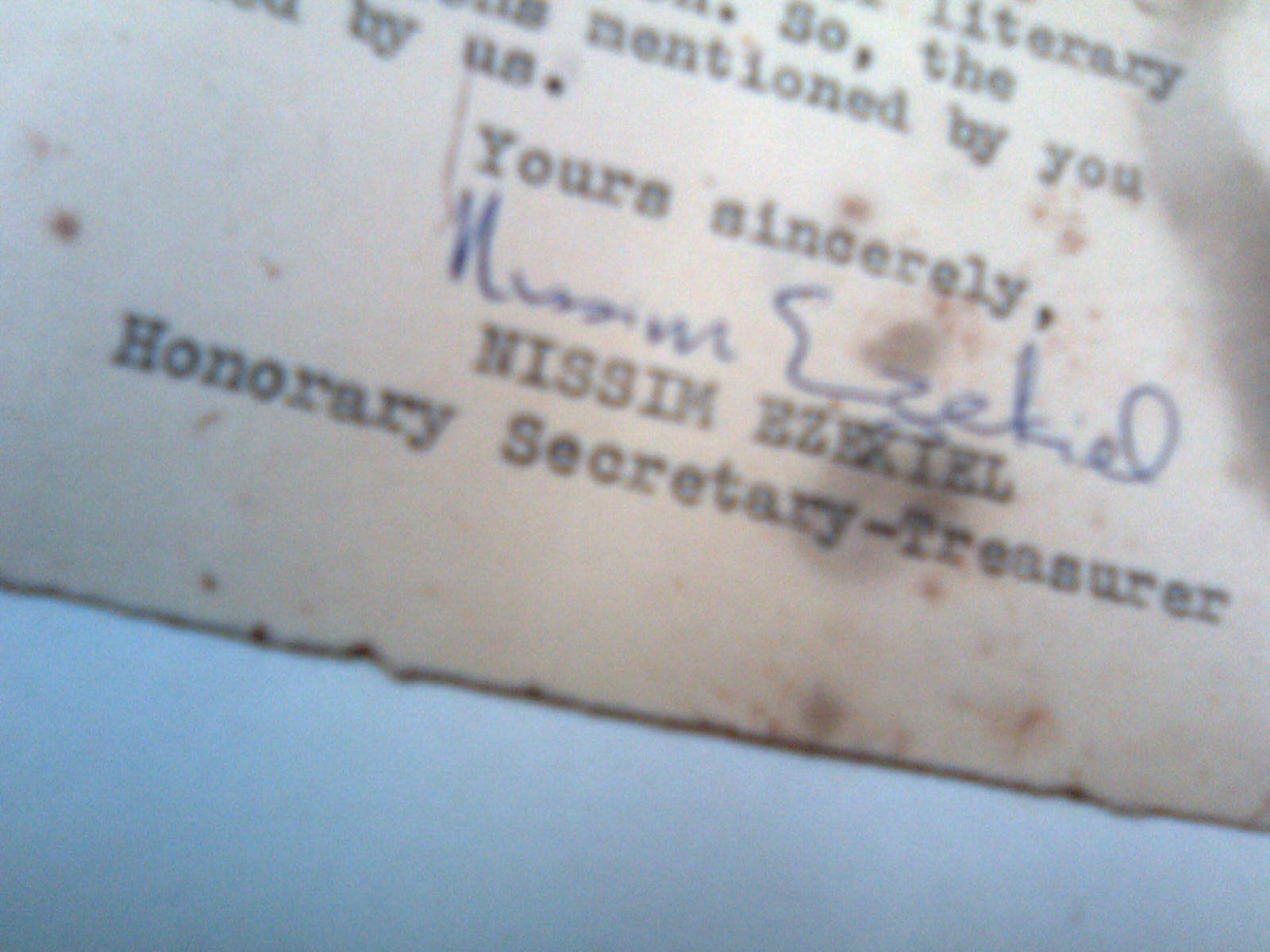
Nissim Ezequiel - Carta Autografiada

Nissim Ezekiel (Bombay, 1924 – ib., 2004) fue un poeta, dramaturgo, editor y crítico de arte de India.
Ezekiel fue una figura fundacional en la historia literaria de India postcololonial, específicamente por la escritura india en lengua inglesa. Fue acreedor al premio Sahitya Akademi Award (premio otorgado por la Academia Nacional de Letras de India) en 1983 por su colección poética "Latter-Day Psalms".

## Libros
Poesía
- 1952  Time To Rock
- 1953  Sixty Poems
- 1956  The Discovery of India
- 1959  The Third
- 1960  The Unfinished Man
- 1965  The Exact Name
- 1974  Snakeskin and Other Poems
- 1976  Hymns in Darkness
- 1982  Latter-Day Psalms
- 1989  Collected Poems 1952-88

Otro
- 1969 The Three Plays

## Editor
- 1965  An Emerson Readers
- 1969  A Joseph King Reader
- 1990  Another India